# Rheocles wrightae
Rheocles wrightae är en fiskart som beskrevs av Stiassny, 1990. Rheocles wrightae ingår i släktet Rheocles och familjen Bedotiidae. IUCN kategoriserar arten globalt som starkt hotad. Inga underarter finns listade i Catalogue of Life.